# لوك لونغلي
لوك لونغلي (بالإنجليزية: Luc Longley)‏ مواليد 19 يناير 1969 في ملبورن، فيكتوريا، هو لاعب كرة سلة أسترالي سابق بدأ مسيرته الاحترافية في سنة 1991 وحمل الرقم 13. يبلغ طوله 7 قدم 2 بوصة (2.2 م). مثّل منتخب بلاده. شارك في مسابقة كرة السلة في الألعاب الأولمبية الصيفية. اعتزل اللعب في 2001.

## فرق لعب لها
- مينيسيوتا تيمبر وولفز
- شيكاغو بولز
- فينيكس صنز
- نيويورك نيكس

## روابط خارجية
- لوك لونغلي على موقع الاتحاد الدولي لكرة السلة (الإنجليزية)
- لوك لونغلي على موقع إن بي أي (الإنجليزية)
- لوك لونغلي على موقع سبورتس رفرنس (الإنجليزية)
- لوك لونغلي على موقع كرة السلة الأوروبية.كوم (الإنجليزية)
- لوك لونغلي على موقع كلية كرة السلة في سبورتس رفرنس.كوم (الإنجليزية)
- لوك لونغلي على موقع ريلجم (الإنجليزية)
- لوك لونغلي على موقع بروبوليرز (الإنجليزية)
- لوك لونغلي على موقع سبورتس رفرنس (الإنجليزية)
- لوك لونغلي على موقع أوليمبيديا (الإنجليزية)
- لوك لونغلي على موقع اللجنة الأولمبية الأسترالية (الإنجليزية)